# Parabel'
Il Parabel' (in russo Парабель?) è un fiume della Russia, nella Siberia occidentale, affluente di sinistra dell'Ob'. Scorre nel Parabel'skij e nel Kargasokskij rajon dell'Oblast' di Tomsk.

## Descrizione
Il fiume si forma dalla confluenza dei due bracci sorgentiferi Kënga e Čuzik, che si incontrano all'altezza del villaggio di Ust'-Čuzik (Усть-Чузик), e scorre prima con direzione nord, poi nord-est. La sua lunghezza è di 308 km (806 km se calcolata assieme al corso del Kënga). L'area del bacino è di 25 500 km². La portata media annua del fiume è di 87,56 m³/s.
I suoi più grandi affluenti della riva sinistra sono: Omelič (Омелич), Čarus (Чарус), Verhnjaja Sen'kina (Верхняя Сенькина) e Nižnjaja Sen'kina (Нижняя Сенькина).
Poco prima di raggiungere l'Ob', nei pressi del villaggio di Parabel', il fiume si divide in due canali: il canale destro, chiamato Parabel'skaja, sfocia nell'Ob'  dopo 8,7 km, mentre il sinistro, il Parabel' Kargasokskaja, scorre per 98 km verso nord-ovest a 10–15 km di distanza dall'Ob', e sfocia in esso a 7 km dal villaggio di Kargasok.
Il fiume, che è gelato, mediamente, da novembre a maggio, è navigabile per una parte significativa della sua lunghezza. Nei tratti inferiori, il passaggio delle imbarcazioni segue il canale Parabel'skaja.